# یواس‌اس واسوک (۱۸۶۵)
یواس‌اس واسوک (۱۸۶۵) (به انگلیسی: USS Wassuc (1865)) یک کشتی بود که طول آن ۲۲۵ فوت (۶۹ متر) بود. این کشتی در سال ۱۸۶۵ ساخته شد.